# Stagiar
Stagiarii sunt persoane care iau parte la un stagiu de practica.

## Referinte
1. ↑  [
http://www.romanialibera.ro/bani-afaceri/angajari/statut-de-stagiar-217342.html%5Bnefuncțională%5D "Statut de Stagiar"], Romania Libera, MIHAELA FEODOROF, 21 februarie 2011